# Porto di Napoli
Il porto di Napoli occupa l'insenatura naturale più a nord del Golfo di Napoli e si estende per circa 12 km, dal centro della città verso la sua parte orientale.
Nel 2015 si è attestato al 12º posto tra i porti europei più trafficati per numero di passeggeri, mentre i dati del 2017 lo collocano al 35º posto mondiale per le crociere turistiche. Nel 2023 si è attestato al 5º posto tra i porti europei più trafficati per numero di passeggeri.
Nel 2019 lo scalo portuale si conferma terzo in Italia (dopo Civitavecchia e Venezia) per traffico crocieristico, contando circa 1,4 milioni di passeggeri con 475 toccate nave.
Dal 2016 la gestione del porto è competenza dell'Autorità di Sistema Portuale del Mar Tirreno Centrale, in sostituzione della ex-Autorità portuale di Napoli.

## Storia

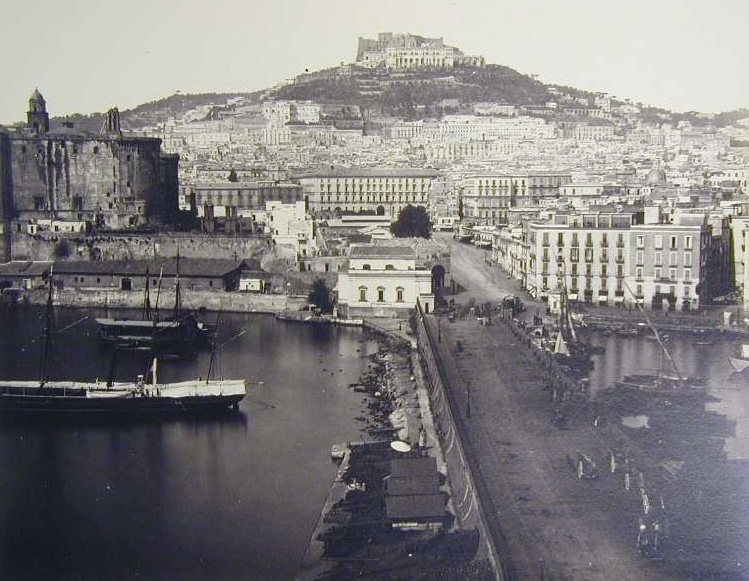
Fotografia d'epoca scattata dal faro.

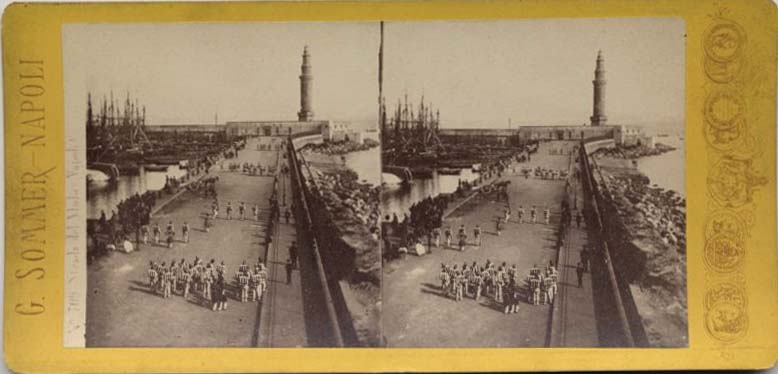
Il molo grande alla metà dell'800, prima dell'abbattimento della Lanterna (stereografia di Giorgio Sommer).

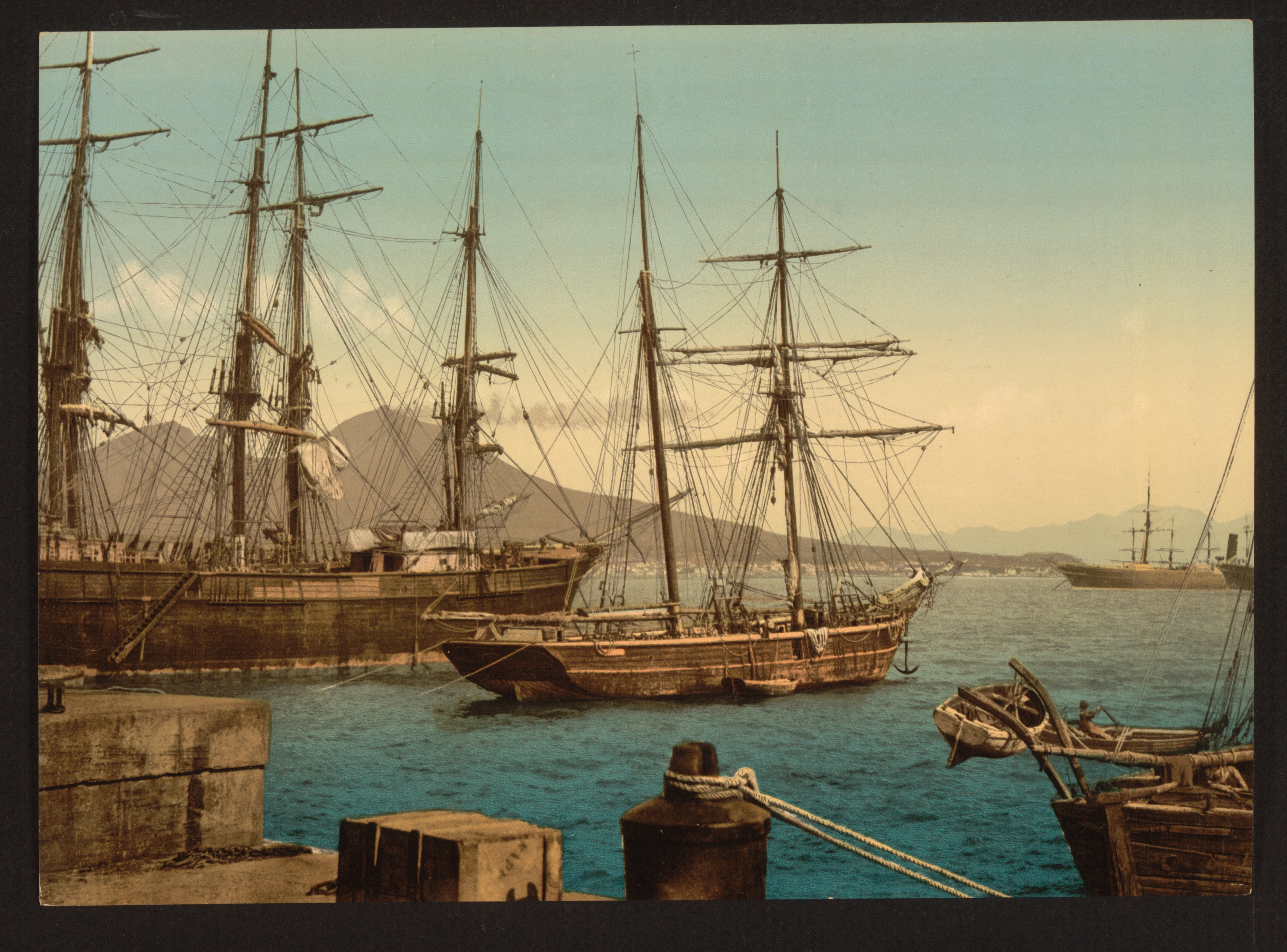
Navi in porto - tra il 1890 e il 1900.

La fondazione di Napoli e del suo porto è da collocarsi nell'ambito della colonizzazione greca. Dopo la fondazione, nel terzo quarto dell'VIII secolo a.C., della colonia greca di Partenope sull'Acropoli di Pizzofalcone da parte dei Cumani, alla fine del VI secolo a.C. sempre questi ultimi diedero spazio ad una "città nuova", Neapolis, tutta rivolta verso la valle del Sarno. Il massimo sviluppo del porto in età greca, si verificò alla metà del V secolo a.C. periodo in cui, grazie all'influenza ateniese, divenne uno dei più importanti del Mediterraneo, producendo uno sviluppo urbanistico che rimase immutato sino alla metà del I secolo a.C.
In età romana è certificata la presenza di un grande bacino ben protetto che occupava l'area di piazza Municipio. Non a caso sono state ritrovate cinque imbarcazioni nonché l'antica banchina portuale durante gli scavi per la realizzazione della stazione Municipio della metropolitana.
Un documento del 1018 ha permesso l'individuazione di due porti: il primo, il portus Vulpulum, corrispondente grossomodo al porto romano, il secondo, di più ridotte dimensioni, contiguo al primo e chiamato portus de Arcina, occupava l'area di Portosalvo e arrivava fino all'attuale piazza Bovio.
Sotto la dominazione normanna, il porto conobbe un periodo di grande splendore, al punto che Napoli entrò in connessione con l'alleanza delle città anseatiche. Per Napoli e per il suo porto, il periodo normanno fu contrassegnato da enormi successi tanto in campo marittimo quanto nei traffici.
Durante il regno di Federico II i pisani stanziarono un proprio punto commerciale in città, presso il portus Vulpulum, il quale fu da allora chiamato Porto dei Pisani e divenne fulcro fondamentale per i loro commerci. Alla comunità fu concessa l'antica chiesa di San Pietro ad Vulpulum (o San Pietro a Fusariello, odierna chiesa di San Giacomo degli Italiani). Ancora oggi la loro presenza è testimoniata dalla via Loggia dei Pisani, a pochissimi passi dalla chiesa di San Giacomo.
Ma fu con l'avvento degli Angioini, nella seconda metà del XIII secolo, in particolare sotto il regno di Carlo I d'Angiò, che il porto si ampliò, si arricchì di nuovi edifici parallelamente allo sviluppo della città, ormai fra le più grandi e popolose d'Europa. Suo figlio Carlo II fece realizzare tra il 1302 e il 1307 il nuovo molo presso il Castel nuovo, detto angioino o grande.
La fortificazione del porto e la costruzione di magazzini, di depositi e di fabbriche continuò sotto la dominazione aragonese (XV secolo) e nel periodo del vicereame spagnolo.

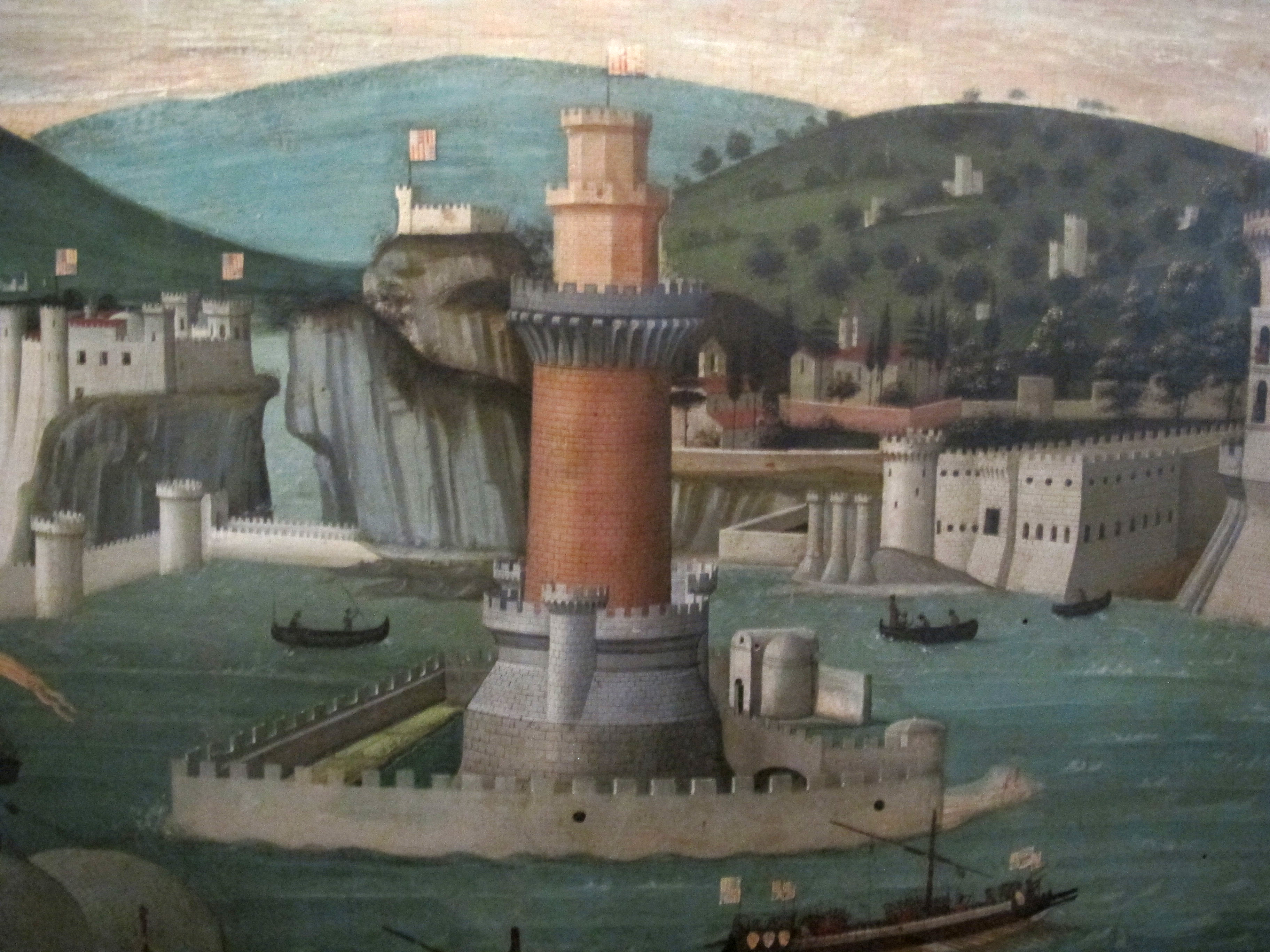
Torre San Vincenzo, dell'omonimo molo, raffigurata nella Tavola Strozzi.

Alfonso I di Napoli fece realizzare un braccio al molo grande diretto verso est, il cosiddetto braccio alfonsino; promosse inoltre la ricostruzione della torre di San Vincenzo. Nel 1487 Ferrante d'Aragona incaricò Luca Bengiamo di costruire un faro, quello che sarà conosciuto come la lanterna del Molo. Tuttavia il faro fu danneggiato nel 1495 negli scontri tra aragonesi e francesi e ricostruito sotto Federico I di Napoli. Nel 1624 un incendio distrusse la lanterna e il viceré duca d'Alba la fece ricostruire. La ricostruzione del faro, durata dal 1625 al 1626, è attribuita a Pietro De Marino. Il duca d'Alba nel 1625 fece costruire anche un fortino di difesa al termine del braccio orientale del molo.
Il viceré conte di Olivares affidò nel 1596 a Domenico Fontana il progetto di ampliamento e sistemazione del porto, ma i lavori furono interrotti improvvisamente e si poté soltanto unire alla terraferma l'isolotto dove sorgeva la torre di San Vincenzo, costruita sotto Carlo d'Angiò come baluardo difensivo del castel Nuovo.
Sotto il Regno dei Borbone (XVIII secolo) il porto si afferma come uno dei più attrezzati e forti a livello europeo. Carlo III promosse un secondo prolungamento del molo grande. I lavori, durati dal 1740 al 1743 su progetto di Giovanni Bompiede, portarono alla realizzazione del molo San Gennaro, perché su di esso tra il 1742 al 1743 vi fu eretto un secondo fortino di difesa dedicato al Patrono di Napoli che sostituì quello fatto erigere dal duca d'Alba. Inoltre si stabilì la creazione di un bacino mercantile protetto, ad est del molo grande, e riparato tramite l'estensione di un molo presso il porto piccolo. Questo molo verrà chiamato dell'Immacolatella per via del palazzo costruitovi sopra, destinato ad ospitare la Deputazione della Salute, che presentava sulla sommità una statua dell'Immacolata. Nel 1742 infine fu demolita la torre di San Vincenzo, da tempo in stato di abbandono e ormai obsoleta riguardo alle tecniche difensive.
L'Arsenale, realizzato presso la spiaggia di Santa Lucia a partire dal 1577 entro il 1583, diviene un grande cantiere navale e nel 1818, addì 27 settembre, la “Real Ferdinando I”, la prima nave a vapore del Mediterraneo, venne varata. Nel 1836 Ferdinando II decretò l'allestimento di un porto militare ad ovest del molo grande, a destra della darsena. Per proteggerlo meglio si stabilì la costruzione del molo San Vincenzo, continuando l'operazione di Domenico Fontana nel XVI secolo. I lavori, affidati inizialmente al colonnello del genio militare Domenico Cuciniello e all'architetto Stefano Gasse, furono diretti poi dal capitano Clemente Fonseca e durarono da 1841 al 1847. Nel 1843 la lanterna fu elevata in altezza e potenziata in luminosità. Il 5 agosto 1852, presso il nuovo molo San Vincenzo, fu inaugurato il secondo bacino di raddobbo in muratura d'Italia dopo quella di Genova.
Dopo l'Unità d'Italia il porto venne notevolmente potenziato. A partire dagli anni 1880 sono stati realizzati i vari moli ampliando il porto verso est (su progetto dell'ingegnere Domenico Zainy), il collegamento ferroviario con la stazione nonché i magazzini del cosiddetto deposito franco, costruiti tra il 1878 e il 1887 allargando il molo San Gennaro. Fu ulteriormente prolungato il molo San Vincenzo. Si promosse l'elettrificazione del porto, affidandola nel 1897 alla Società Generale d'Illuminazione, tramite la costruzione di una centrale elettrica presso la calata Porta di Massa. Fu realizzata tra il 1894 e il 1899 anche la prima stazione marittima, sul ponte trapezoidale (detto anche molo dell'Immacolatella Nuova o molo Pisacane), su progetto dell'ingegnere del Genio civile Luca Cortese.
Il declino durò sino ai primi del XX secolo, quando, grazie all'impegno profuso da Francesco Saverio Nitti e dall'Ammiraglio Augusto Witting, avviene finalmente la ripresa. Nel 1911 nacque il cantiere navale Bacini e Scali Napoletani oggi denominato Cantieri del Mediterraneo.
Il Fascismo puntò su Napoli come porto di collegamento con i possedimenti coloniali, dotandola di nuove infrastrutture e di nuovi edifici come la nuova Stazione Marittima, progettata nel 1932 e completata nel 1936 dall'architetto Cesare Bazzani, che prese il posto dell'antico molo grande e dei suoi prolungamenti verso oriente. Per i lavori furono abbattuti tra il 1932 e il 1933 i magazzini del deposito franco e la lanterna del molo, protagonista di moltissime vedute della città.
Dal 1935 al 1939 si provvide a eliminare il porto piccolo (il Mandracchio) tramite insabbiamento. Il porto piccolo derivava dall'antico porto di Arcina.

## Attività principali

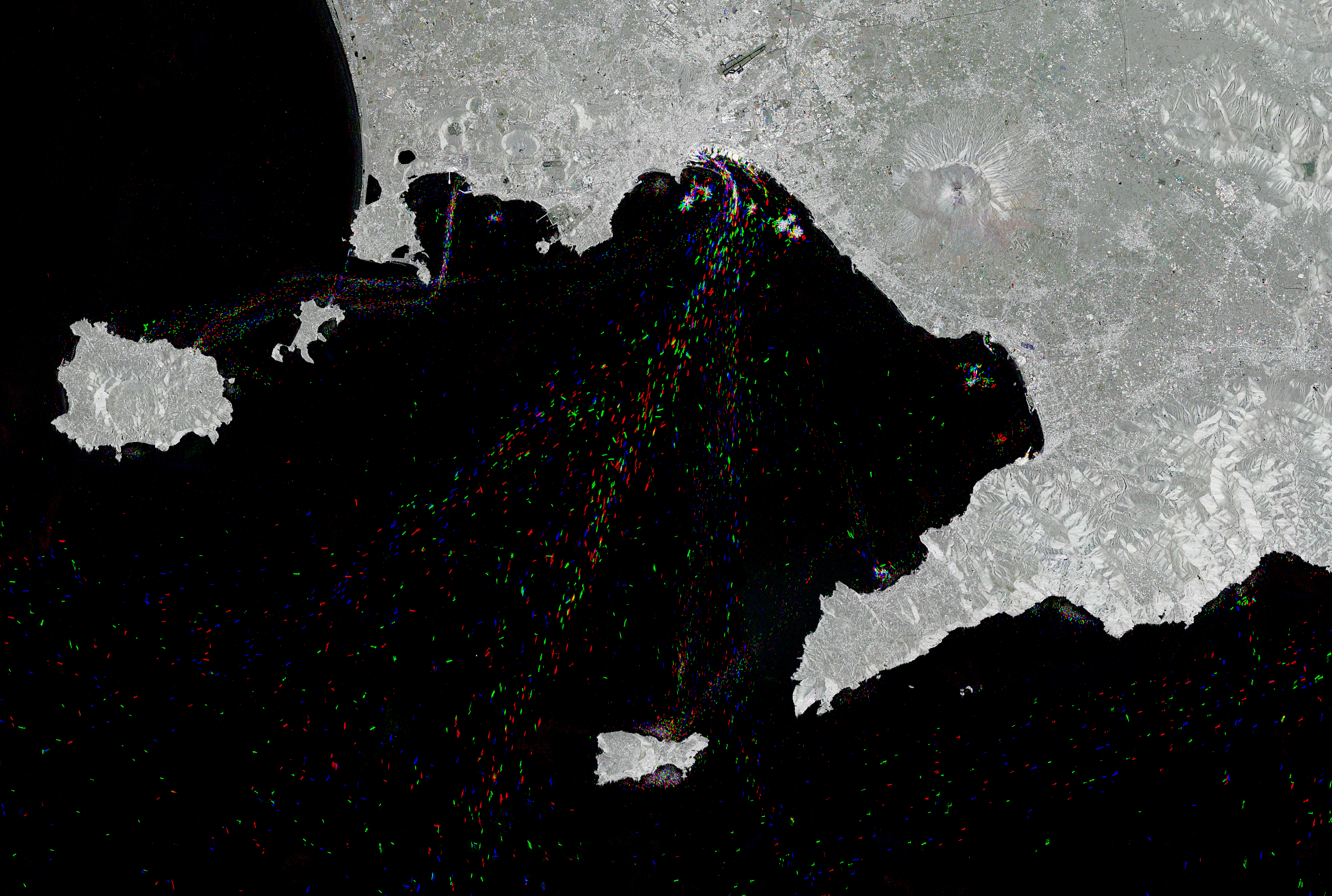
vista radar del traffico marittimo

Pur avendo negli ultimi dieci anni un andamento poco costante, negli ultimi due anni il dato è sempre stato in crescita, raggiungendo i 6.226.078 di passeggeri transitati nel 2010.
Il traffico merci, invece, è stato per lo stesso anno, di circa 22 milioni di tonnellate con il traffico roll-on/roll-off transitato di poco più di 6 milioni di tonnellate.
La maggior parte dei traffici si svolge nei 3 moli più importanti: il Molo Angioino, destinato all'approdo delle navi da crociera, con la famosa Stazione Marittima (la più vasta del globo con i suoi 12 km² di superficie e i 10 approdi per navi di grande e medio tonnellaggio); il Molo Beverello, dove attraccano gli aliscafi che collegano Napoli con le isole del Golfo (Capri, Ischia, Procida) e il Molo Immacolatella Vecchia/Porta di Massa, dove attraccano le navi che collegano Napoli con la Sicilia e la Sardegna e i traghetti per le isole del Golfo.

### Dati sul traffico passeggeri
| Anno | Passeggeri | +/- |
| ---- | ---------- | --- |
| 2008 | 9.026.247  | -   |
| 2009 | 8.618.000  | -   |
| 2010 | 7.365.397  | -   |
| 2011 | 7.516.191  | -   |

### Dati sul traffico merci
I dati relativi al traffico merci riguardano solo l'anno 2011:
| Tipo traffico      | Tonnellate |
| ------------------ | ---------- |
| Rinfuse solide     | 4.363.460  |
| Rinfuse liquide    | 5.481.959  |
| Merce in container | 5.910.374  |
| Traffico ro-ro     | 5.791.351  |
| Totale             | 21.547.144 |

### Dati traffico crocieristico
| Anno | Passeggeri |
| ---- | ---------- |
| 2012 | 1.228.651  |
| 2013 | 1.175.034  |
| 2014 | 1.113.762  |
| 2015 | 1.269.571  |
| 2016 | 1.306.151  |

## Organizzazione
L'area complessiva si estende per oltre 200000 m2 (20 km in lunghezza) ed è adibita ad uso multifunzionale (passeggeri, al cabotaggio, alla cantieristica, all'attività commerciale nelle sue componenti di traffico merci, petrolifero, container, traffico crocieristico, industria delle riparazioni navali, traffico commerciale e diportismo) per un totale di 14 moli (La Pietra, Molo Angioino, Molo Beverello, Molosiglio, Calata di Porta di Massa, Mergellina, Darsena Acton, Duca degli Abruzzi, Calata Marinella, molo San Vincenzo, Darsena di Levante, molo Vittorio Emanuele e Pietrarsa). La gestione ed il coordinamento delle attività con gli altri organi organizzativi (Comitato portuale, della Commissione Consultiva e del Collegio dei revisori dei conti) sono svolte dall'authority portuale, tra cui anche il porto di Castellammare di Stabia che, con i propri 1060 m2, rappresenta il principale settore cantieristico. Il traffico croceristico, invece, negli ultimi anni ha registrato a Napoli un incremento del 230% per un totale di 1 200 000 passeggeri. Oltre agli introiti dalle crociere, il porto di Napoli ha visto un incremento anche nel settore dei trasporti locali (Metrò del Mare) per un totale di quasi sei milioni di passeggeri nel 2010. Notevole anche l'attività congressuale grazie alle cinque sale nella Stazione marittima che complessivamente nel 2010 hanno ospitato circa 45 eventi la cui organizzazione è affidata alla società Terminal Napoli Spa. Eccetto le 110 unità occupate presso l'autorità portuale, complessivamente l'indotto portuale impegna circa 160 società per un totale di oltre 1 500 posti di lavoro.

### Area turistica: Molo Beverello e Molo Angioino

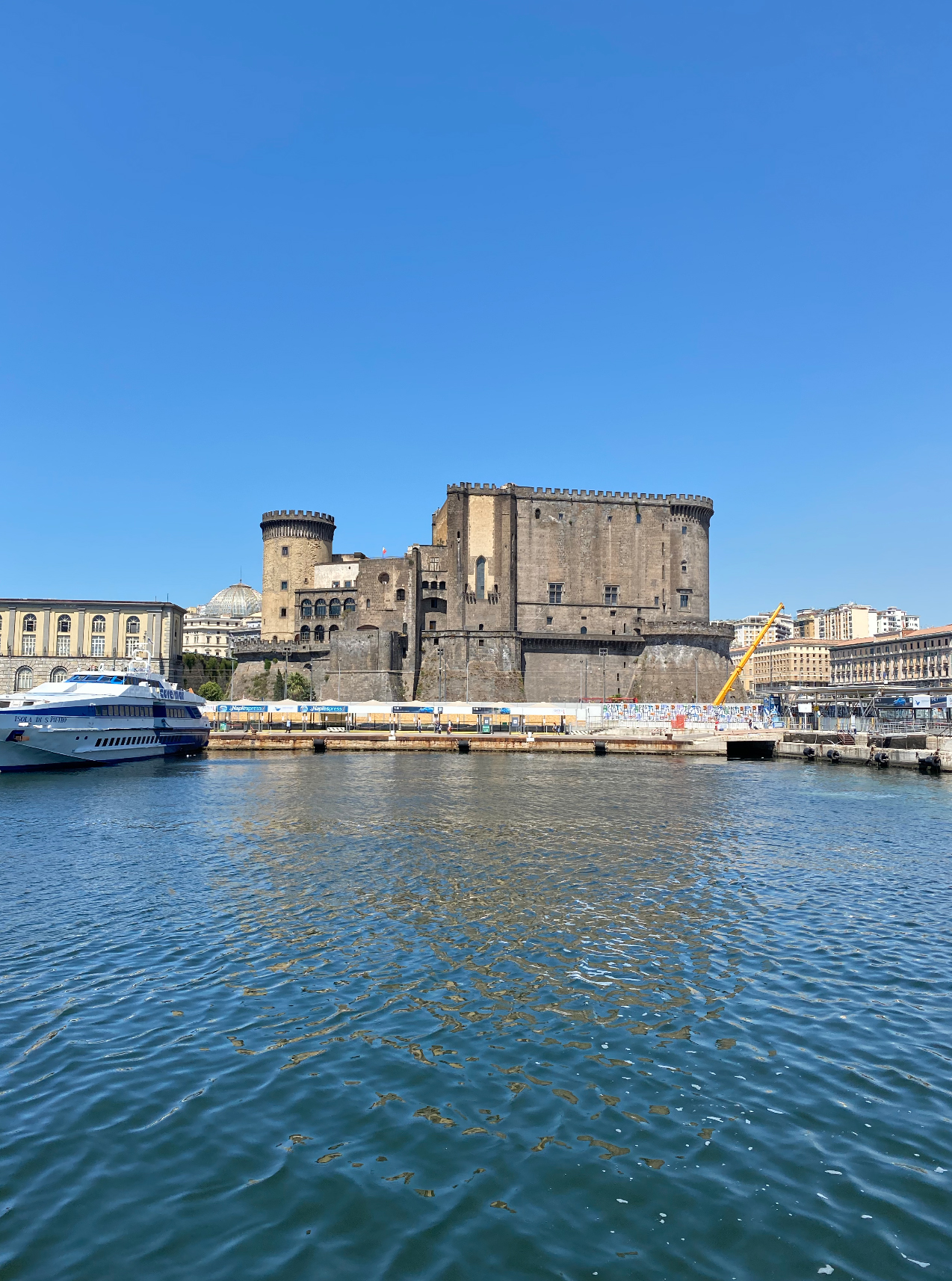
Molo Beverello e Maschio Angioino.

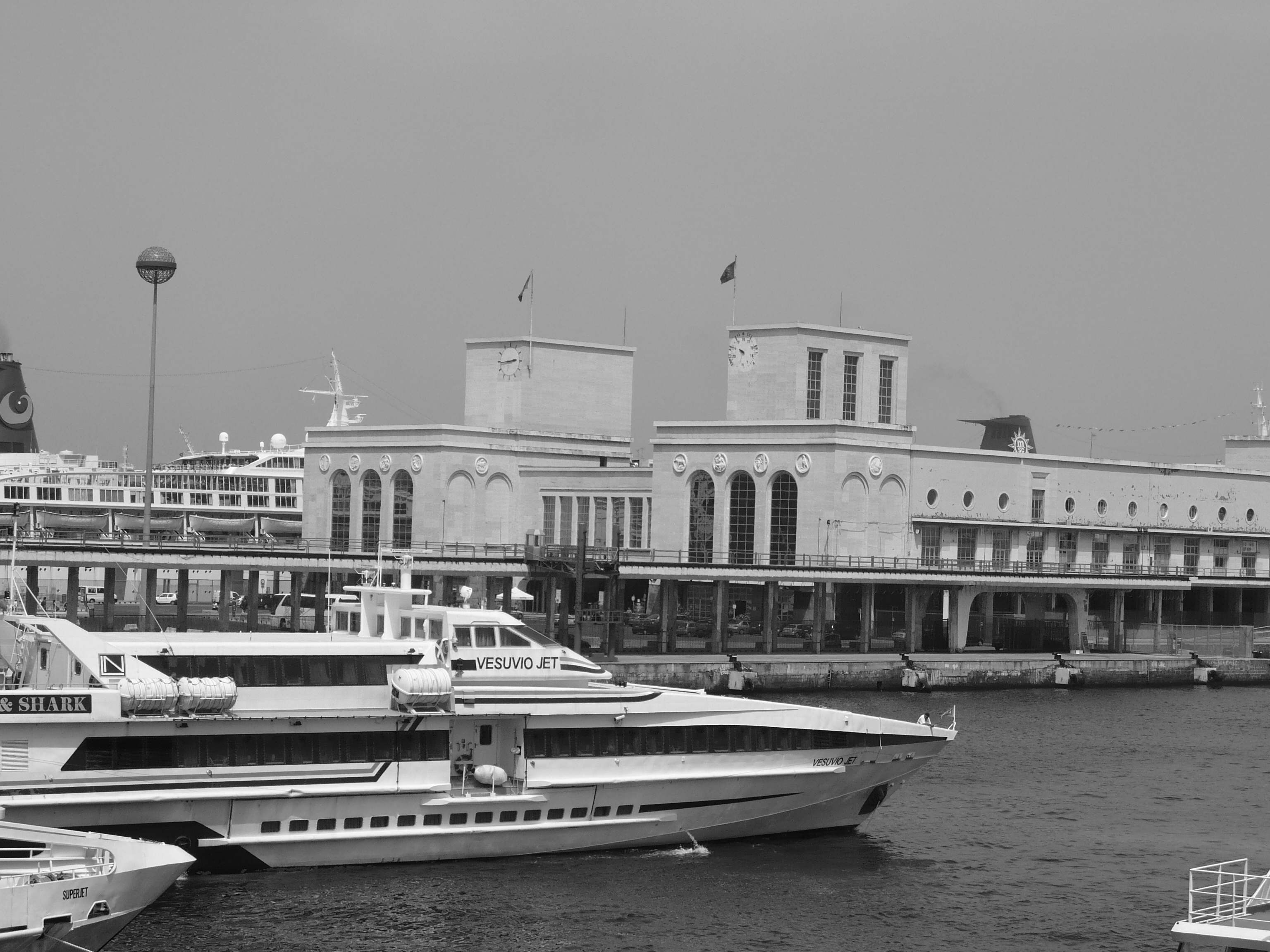
Stazione Marittima del Molo Beverello.

Essendo il porto situato di fronte al centro cittadino, molti luoghi di interesse storico ed artistico sono abbastanza vicini e raggiungibili a piedi: il castello Maschio Angioino, Palazzo Reale, Piazza del Plebiscito con la Basilica, la Galleria Umberto I, le vie dello shopping come Via Toledo, Via Chiaia, Via Morelli, Via Filangieri arrivando fin in Piazza dei Martiri e Via Calabritto, il Municipio (Palazzo San Giacomo), il centro degli affari con gran parte degli uffici e molti alberghi cittadini, l'Università, ecc. È inoltre assai vicina la fermata della Funicolare di Piazzetta Augusteo, che consente di arrivare in pochi minuti al Vomero.
Il Museo dell'emigrazione, nato nel 2005 ed in parte posseduto dalla Regione, ha sede all'Immacolatella Vecchia (ex capitaneria di Porto) ed è in attesa di riapertura.

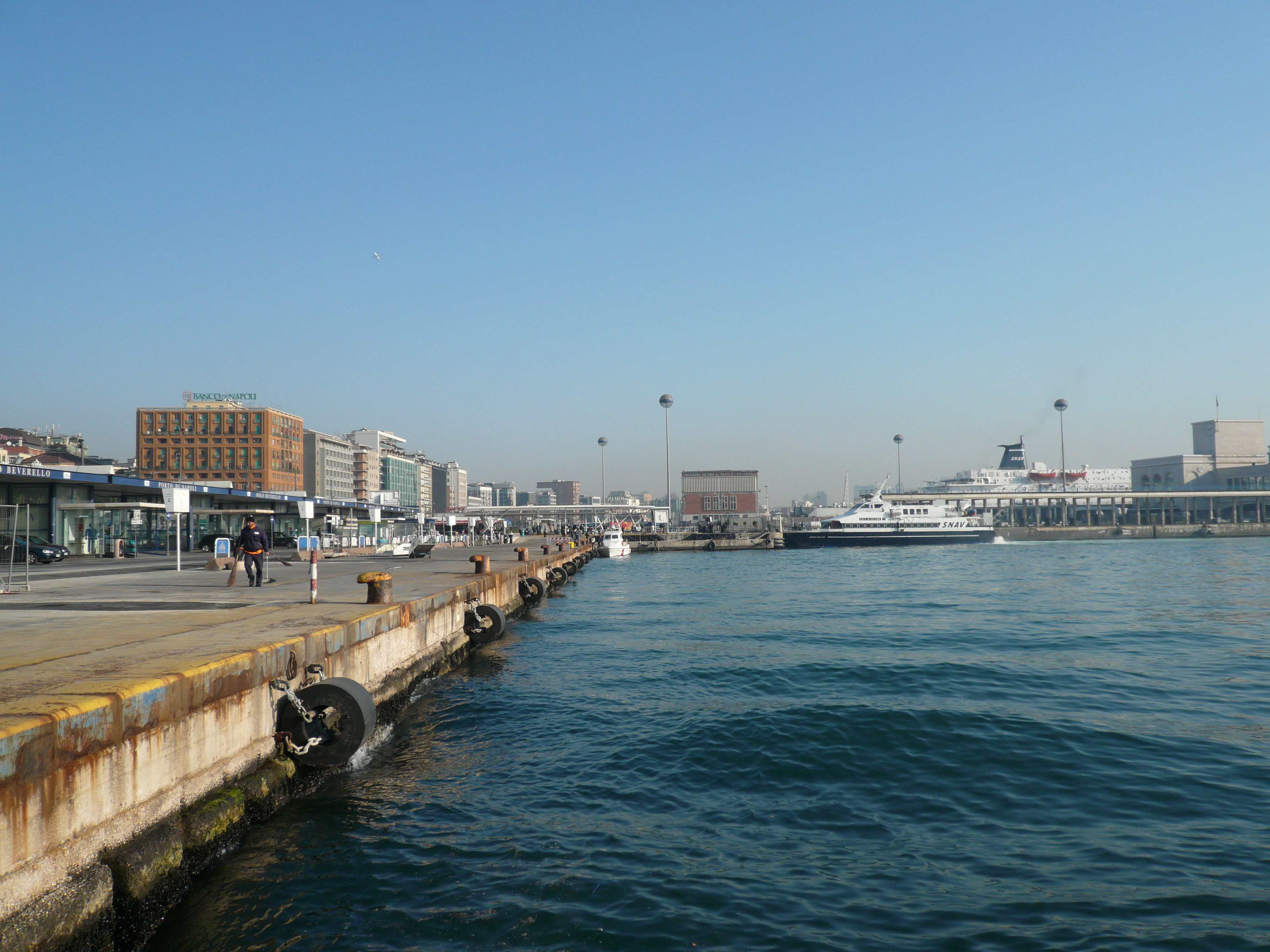
Banchina dove attraccano aliscafi, catamarani e monocarena.

### Terminal crocieristico
- 10 ormeggi
- 7 passerelle mobili
- 12 banchi check-in informatizzati
- sala arrivi e partenze
- nastri bagagli
- negozi
- bar
- centro congressi

### Terminal passeggeri e auto
- biglietterie
- sala d'attesa
- nursery
- area d'attesa con 5 pensiline e panchine
- parcheggi
- attrezzature per imbarco mezzi

### Area commerciale
L'area dispone di trenta banchine e calate, con una lunghezza variabile dai 110 ai 40 m. La recente riorganizzazione logistica ha permesso il collegamento con i principali snodi autostradali (A1 e A3) e ferroviari (Circumvesuviana, Napoli-Salerno, Linea 2).

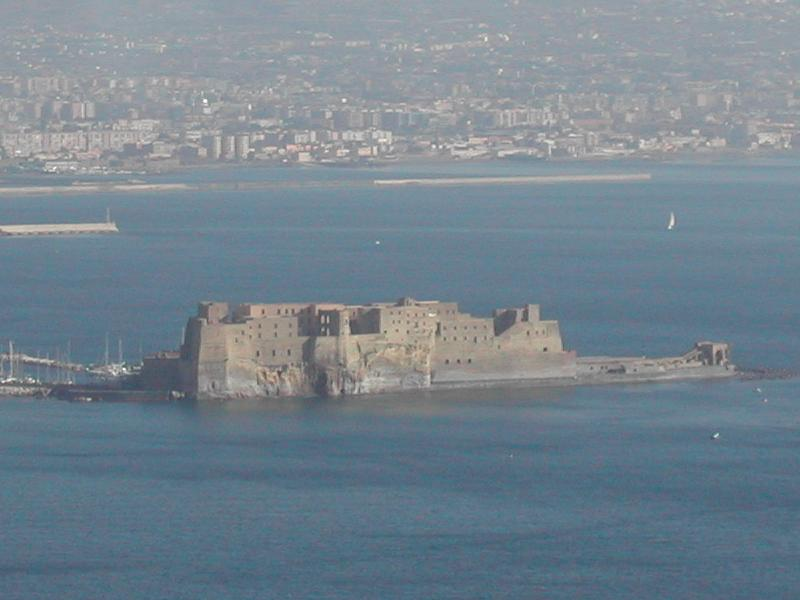
L'isolotto di Megaride, nei pressi del porto

### Terminal container

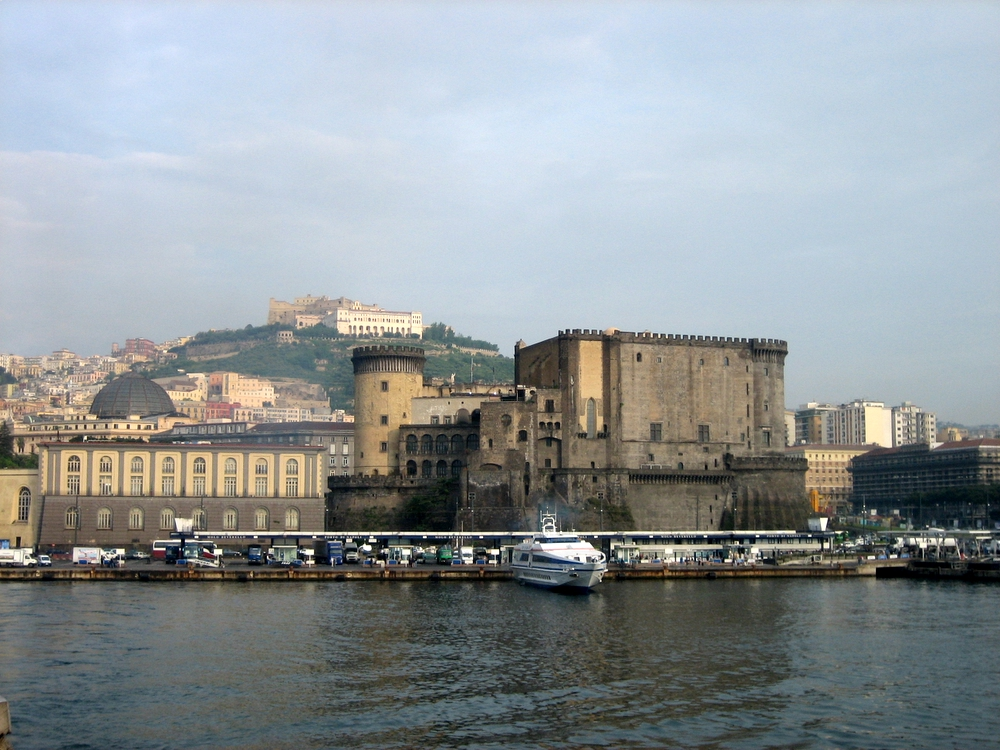
Porto di Napoli dal mare.

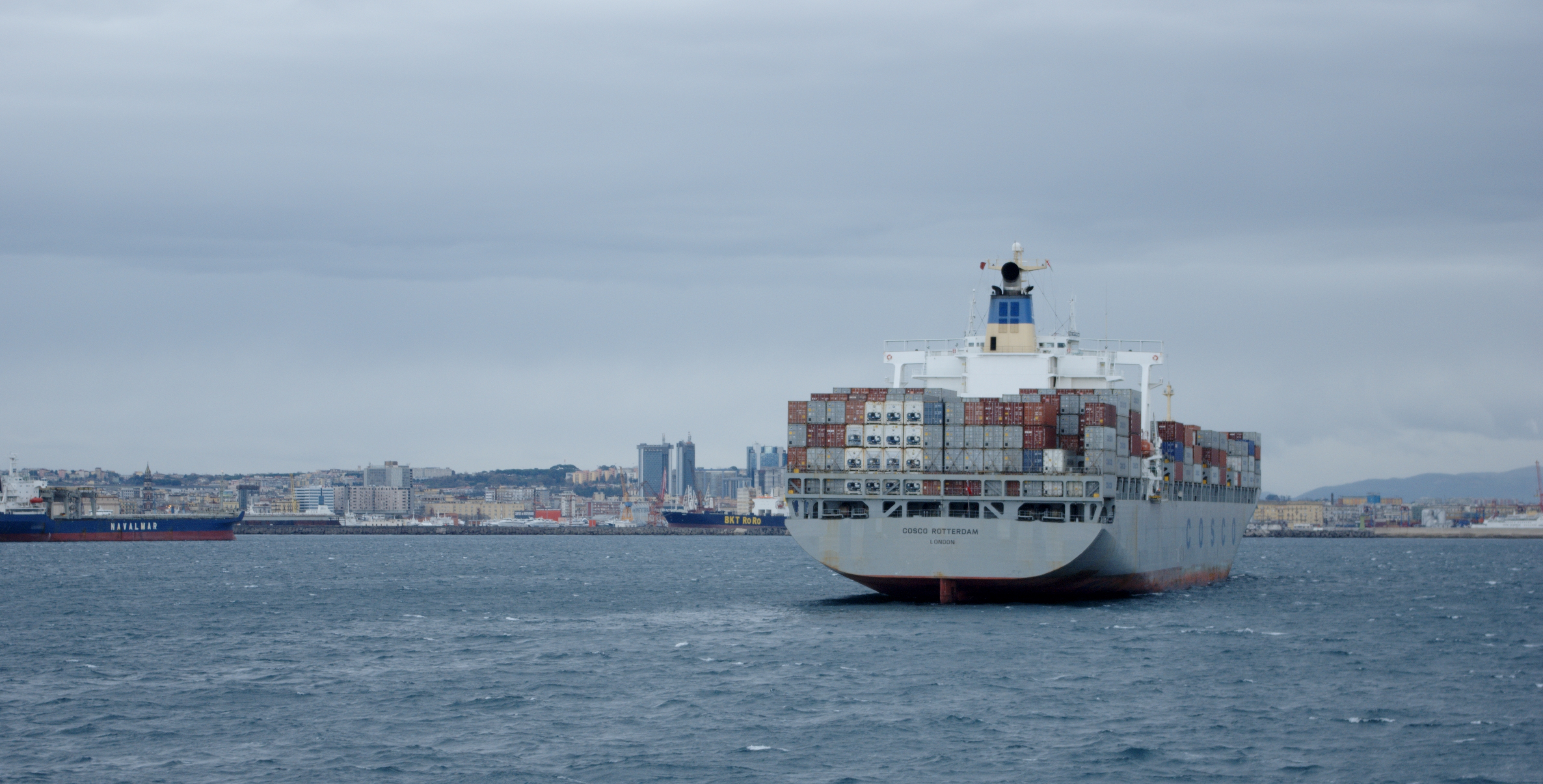
Portacontainer in uscita dal bacino portuale.

- Calata Granili;
- Molo Flavio Gioia;
- Molo Bausan;

### Terminal rinfuse solide
- Calata V. Veneto;
- Calata villa del Popolo;
- Molo Carmine;
- Pontile V. Emanuele II;

### Terminal rinfuse liquide
- Ponte Vigliena;
- Calata Petroli;

### Società di Supporto
- Corporazione dei Piloti del Golfo di Napoli

Pontile Vittorio Emanuele II - 80133 Napoli (NA)
svolge, nell'ambito del territorio del Porto di Napoli, a supporto delle operazioni di attracco e di partenza delle navi il servizio di pilotaggio, con i seguenti natante (da {\displaystyle >}0 m a {\displaystyle <}10 m) ed imbarcazioni (da {\displaystyle \geq }10 m a {\displaystyle <}24 m):
1. Pilotina "1" (20??): Classe "Keith Nelson - Kappamarine Pilot cutter 12"; cantiere: Bellcraft (Viareggio); lunghezza: 12,60 metri; larghezza: 3,50 metri; pescaggio: 0,80 metri; motori: 2; potenza da 420 HP per asse; velocità: 30 nodi; per servizi di pilotaggio;[17]
2. Pilotina "3" (20??): Classe "Keith Nelson 42'"; cantiere: Cantieri di Baia (Bacoli); lunghezza: 12,60 metri; stazza lorda: 12,88 tonnellate; motori: 2; potenza da 260 HP per asse; velocità: 18 nodi; per servizi di pilotaggio;[18]
3. Pilotina "5" (20??): Classe "Keith Nelson 42'"; cantiere: Cantieri di Baia (Bacoli); lunghezza: 12,60 metri; stazza lorda: 12,88 tonnellate; motori: 2; potenza da 260 HP per asse; velocità: 18 nodi; per servizi di pilotaggio;[19]
4. Pilotina "2" (19??): Classe "Jag", lunghezza: 9 metri; velocità: 20 nodi; per servizi di pilotaggio per il Porto di Castellammare di Stabia e per il Porto di Torre Annunziata.

- Gruppo Ormeggiatori e Barcaioli del Porto di Napoli (Decreto della Capitaneria di Porto di Napoli del 21.05.1946)

Piazzale Immacolatella Vecchia, 1 - 80133 Napoli (NA)
svolge "l'esecuzione delle operazioni di ormeggio, disormeggio e movimentazione delle navi in arrivo, in partenza ed in movimento nell'ambito del Porto di Napoli e l'esecuzione delle operazioni di battellaggio, per le navi all'ancora nella rada ed all'interno del Porto stesso è riservata", inoltre, è solo consentito in via eccezionale alle navi di piccolo tonnellaggio, comunque non superiore a 500 T.L.S., che il servizio venga svolto dallo stesso personale di bordo e sempre che ciò sia possibile senza creare intralci e difficoltà al traffico e senza compromettere la sicurezza portuale, con i seguenti natanti (da {\displaystyle >}0 m a {\displaystyle <}10 m) ed imbarcazioni (da {\displaystyle \geq }10 m a {\displaystyle <}24 m):
1. Motobarca "Immacolata" (2023): lunghezza: 7,50 metri; per servizi speciali (ormeggio);
2. Motobarca "Scirocco" (2023): lunghezza: 7,50 metri; per servizi speciali (ormeggio);
3. Motobarca "Immacolata 2ª" (1998): lunghezza 7,42 metri; larghezza: 2,40 metri; stazza lorda: 4,72 tonnellate; motore: "Yanmar"; potenza: 330 HP; per servizi speciali (ormeggio);
4. Motobarca "Campania 2000" (2000): lunghezza: 7,40 metri; larghezza: 2,60 metri; stazza lorda: 4,50 tonnellate; motore: "Aifo"; potenza: 136 HP; per servizi speciali (ormeggio);
5. Motobarca "Gennarino" (19??): lunghezza: 7,21 metri; larghezza: 2,31 metri; stazza lorda: 4,27 tonnellate; motore: "Volvo-Penta"; potenza: 68 HP; per servizi speciali (ormeggio);
6. Motobarca "Porto Salvo" (19??): lunghezza: 7,20 metri; larghezza: 2,31 metri; stazza lorda: 4,27 tonnellate; motore: "Volvo-Penta"; potenza: 80 HP; per servizi speciali (ormeggio);
7. Motobarca "Campania 3ª" (1998): lunghezza: 7,00 metri; larghezza: 2,30 metri; stazza lorda: 4,26 tonnellate; motore: "Volvo-Penta"; potenza: 80 HP; per servizi speciali (ormeggio);
8. Motobarca "Campania Prima" (19??): lunghezza: 13,20 metri; larghezza: 3,75 metri; stazza lorda: 20,48 tonnellate; motori: 2 "Iveco-Aifo": potenza: 350 HP per asse; per servizi di battellaggio;
9. Motobarca "Marechiaro" (2023): lunghezza: 11,00 metri; per servizi di battellaggio;
10. Motobarca "Delfino" (19??): lunghezza: 10,50 metri; larghezza: 3,50 metri; stazza lorda: 14,44 tonnellate; motori: 2 "Iveco-Aifo": potenza: 330 HP per asse; per servizi di battellaggio.

- Gruppo Rimorchiatori Napoletani (Scrittura Privata del 18.06.1917)

già "Società per i rimorchi in genere dentro e fuori il Porto di Napoli" (1917-1975), "Rimorchiatori Napoletani S.M. di Armando de Domenico Presidente Pro-Tempore & C. S.n.c." (1975-1995), "Gruppo Rimorchiatori Napoletani" (1995-oggi); "Portosalvo Ltd" (1996-oggi); "Rimorchiatori Meridionali" (1999-oggi)
Pontile Vittorio Emanuele II - 80133 Napoli (NA)
a differenza dei Piloti e degli Ormeggiatori, per i Rimorchiatori non c'è l'obbligo da parte delle navi che arrivano o che partono dal Porto di Napoli di utilizzare il loro servizio per le operazioni di rimorchio, che consistono in una serie di operazioni di spinta, di tiro, di traino sino all’ormeggio, i tempi variano da un minimo di 30 minuti ad un massimo di 50 minuti per le portacontainer; per le navi, però, di lunghezza superiore ai 300 metri è usuale chiedere il loro ausilio, intervenendo prevalentemente per le portacontainer, le gasiere, le petroliere; le navi da crociera hanno sistemi di propulsione così sofisticati e una manovrabilità che consente di arrivare in banchina, spesso, senza il loro supporto; utilizzano le seguenti imbarcazioni (da {\displaystyle \geq }10 m a {\displaystyle <}24 m) e navi (da {\displaystyle \geq }24 m):
Flotta Storica:
1. Rimorchiatore "A. Witting" (1894 - NON PIU' ESISTENTE); lunghezza: 25,00 metri; larghezza: 5,70 metri; stazza lorda: 115,61 tonnellate; motori: "Wyenhoe Steam Engine - 3 Cylinder Triple Expansion"; potenza: 398 HP; per servizi di rimorchio;
2. Rimorchiatore "Nettuno" (1904 - NON PIU' ESISTENTE); lunghezza: 24,50 metri; larghezza: 5,70 metri; stazza lorda: 89,15 tonnellate; motori: "Cooperativa di Produzione - Steam Engine - 3 Cylinder Triple Expansion"; potenza: 320 HP; per servizi di rimorchio;
3. Rimorchiatore "Spagna" (1906 - NON PIU' ESISTENTE); lunghezza: 23,90 metri; larghezza: 5,90 metri; stazza lorda: 103,34 tonnellate; motori: "Cooperativa di Produzione - Steam Engine - 2 Cylinder Compound"; potenza: 300 HP; per servizi di rimorchio;
4. Rimorchiatore "San Benigno" (1907 - NON PIU' ESISTENTE); lunghezza: 25,80 metri; larghezza: 5,70 metri; stazza lorda: 109,22 tonnellate; motori: "Cooperativa di Produzione - Steam Engine - 2 Cylinder Compound"; potenza: 350 HP; per servizi di rimorchio;
5. Rimorchiatore "Eneo" (1910 - NON PIU' ESISTENTE); lunghezza: 23,50 metri; larghezza: 6,10 metri; stazza lorda: 102,03 tonnellate; motori: "G.U.P.P.Y. - Steam Engine - 2 Cylinder Compound"; potenza: 434 HP; per servizi di rimorchio;
6. Rimorchiatore "Montechiaro" (1914 - NON PIU' ESISTENTE); lunghezza: 24,20 metri; larghezza: 6,70 metri; stazza lorda: 138,00 tonnellate; motori: "Earle's SB & Enginer - Steam Engine - 3 Cylinder Triple Expansion"; potenza: 605 HP; per servizi di rimorchio;
7. Rimorchiatore "Coroglio" (1915 - NON PIU' ESISTENTE); lunghezza: 27,60 metri; larghezza: 6,20 metri; stazza lorda: 132,39 tonnellate; motori: "L. Straatman - Steam Engine - 3 Cylinder Triple Expansion"; potenza: 437 HP; per servizi di rimorchio;
8. Rimorchiatore "Punta Alice" (1915 - NON PIU' ESISTENTE); lunghezza: 32,00 metri; larghezza: 7,80 metri; stazza lorda: 197,47 tonnellate; motori: "Earle's SB & Enginer - Steam Engine - 3 Cylinder Triple Expansion"; potenza: 800 HP; per servizi di rimorchio;
9. Rimorchiatore "Carlo Bruno" (1917 - NON PIU' ESISTENTE); lunghezza: 23,80 metri; larghezza: 5,60 metri; stazza lorda: 115,53 tonnellate; motori: "Cooperativa di Produzione - Steam Engine - 2 Cylinder Compound"; potenza: 420 HP; per servizi di rimorchio;
10. Rimorchiatore "Littorio" (1927 - NON PIU' ESISTENTE); lunghezza: 30,00 metri; larghezza: 6,70 metri; stazza lorda: 170,00 tonnellate; motori: "The International Ship & Engine - Steam Engine - 3 Cylinder Triple Expansion"; potenza: 572 HP; per servizi di rimorchio;
11. Rimorchiatore "L. Starita" (1930 - NON PIU' ESISTENTE); lunghezza: 30,30 metri; larghezza: 6,70 metri; stazza lorda: 179,94 tonnellate; motori: "Officine e Cantieri Partenopei - Steam Engine - 3 Cylinder Triple Expansion"; potenza: 716 HP; per servizi di rimorchio;
12. Rimorchiatore "Vesuvius" (1931 - NON PIU' ESISTENTE); lunghezza: 30,40 metri; larghezza: 7,90 metri; stazza lorda: 243,00 tonnellate; motori: "A. Hall - Steam Engine - 3 Cylinder Triple Expansion"; potenza: 1.048 HP; per servizi di rimorchio;
13. Rimorchiatore "Sant'Antonio Primo" (1942 - NON PIU' ESISTENTE); lunghezza: 32,60 metri; larghezza: 8,20 metri; stazza lorda: 247,19 tonnellate; motori: "Ferguson Bros - Steam Engine - 3 Cylinder Triple Expansion"; potenza: 1.004 HP; per servizi di rimorchio;
14. Rimorchiatore "Mastino" (1945 - NON PIU' ESISTENTE); lunghezza: 32,00 metri; larghezza: 8,10 metri; stazza lorda: 265,10 tonnellate; motori: "George Fletcher - Steam Engine - 3 Cylinder Triple Expansion"; potenza: 1.105 HP; per servizi di rimorchio;
15. Rimorchiatore "Tarentum" (1945 - NON PIU' ESISTENTE); lunghezza: 41,10 metri; larghezza: 10,10 metri; stazza lorda: 567,54 tonnellate; motori: "George Clark - Steam Engine - 3 Cylinder Triple Expansion"; potenza: 1.350 HP; per servizi di rimorchio;
16. Rimorchiatore "Rania G." (1946 - NON PIU' ESISTENTE); lunghezza: 32,00 metri; larghezza: 8,20 metri; stazza lorda: 251,20 tonnellate; motori: "A. Hall - Steam Engine - 3 Cylinder Triple Expansion"; potenza: 1.035 HP; per servizi di rimorchio;
17. Rimorchiatore "San Cataldo" (1946 - NON PIU' ESISTENTE); lunghezza: 32,00 metri; larghezza: 8,20 metri; stazza lorda: 233,00 tonnellate; motori: "A. Hall - Steam Engine - 3 Cylinder Triple Expansion"; potenza: 1.035 HP; per servizi di rimorchio;
18. Rimorchiatore "Sesto" (1947 - NON PIU' ESISTENTE); lunghezza: 22,80 metri; larghezza: 5,90 metri; stazza lorda: 102,71 tonnellate; motori: "Cooperativa di Produzione - Steam Engine - 2 Cylinder Compound"; potenza: 427 HP; per servizi di rimorchio;
19. Rimorchiatore "Circeo" (1948 - NON PIU' ESISTENTE); lunghezza: 27,40 metri; larghezza: 5,60 metri; stazza lorda: 95,10 tonnellate; motori: "Cantiere Industria Meccanica Napoletana - Steam Engine - 3 Cylinder Triple Expansion"; potenza: 411 HP; per servizi di rimorchio;
20. Rimorchiatore "Sant'Elmo" (1951 - NON PIU' ESISTENTE); lunghezza: 27,80 metri; larghezza: 7,10 metri; stazza lorda: 168,50 tonnellate; motori: "Cantiere Navale Officine Meccaniche - Steam Engine - 3 Cylinder Triple Expansion"; potenza: 748 HP; per servizi di rimorchio;
21. Rimorchiatore "Scutolo" (1952 - NON PIU' ESISTENTE); lunghezza: 27,80 metri; larghezza: 7,10 metri; stazza lorda: 168,72 tonnellate; motori: "Cantiere Navale Officine Meccaniche - Steam Engine - 3 Cylinder Triple Expansion"; potenza: 758 HP; per servizi di rimorchio;
22. Rimorchiatore "Alimuri" (1954 - NON PIU' ESISTENTE); lunghezza: 27,80 metri; larghezza: 7,10 metri; stazza lorda: 168,72 tonnellate; motori: "Cantiere Navale Officine Meccaniche - Steam Engine - 3 Cylinder Triple Expansion"; potenza: 816 HP; per servizi di rimorchio;
23. Rimorchiatore "Dritto" (1954 - NON PIU' ESISTENTE); lunghezza: 28,20 metri; larghezza: 7,80 metri; stazza lorda: 196,19 tonnellate; motori: "CD Holmes - Steam Engine - 3 Cylinder Triple Expansion"; potenza: 950 HP; per servizi di rimorchio;
24. Rimorchiatore "Serapo" (1954 - NON PIU' ESISTENTE); lunghezza: 30,50 metri; larghezza: 8,30 metri; stazza lorda: 263,36 tonnellate; motori: "Plenty & Sons - Newbury - Steam Engine - 3 Cylinder Triple Expansion"; potenza: 1.000 HP; per servizi di rimorchio;
25. Rimorchiatore "Città di Trieste" (1955 - NON PIU' ESISTENTE); lunghezza: 27,80 metri; larghezza: 7,10 metri; stazza lorda: 168,99 tonnellate; motori: "Cantiere Navale Officine Meccaniche - Steam Engine - 3 Cylinder Triple Expansion"; potenza: 818 HP; per servizi di rimorchio;
26. Rimorchiatore "Gargano" (1955 - NON PIU' ESISTENTE); lunghezza: 28,50 metri; larghezza: 7,00 metri; stazza lorda: 180,00 tonnellate; motori: "Cantiere Navale Officine Meccaniche - Steam Engine - 3 Cylinder Triple Expansion"; potenza: 800 HP; per servizi di rimorchio;
27. Rimorchiatore "Camaldoli" (1956 - NON PIU' ESISTENTE); lunghezza: 26,10 metri; larghezza: 6,80 metri; stazza lorda: 160,12 tonnellate; motori: "Cantiere Navale Officine Meccaniche - Steam Engine - 3 Cylinder Triple Expansion"; potenza: 674 HP; per servizi di rimorchio;
28. Rimorchiatore "Sole Primo" (1956 - NON PIU' ESISTENTE); lunghezza: 30,50 metri; larghezza: 7,80 metri; stazza lorda: 190,30 tonnellate; motori: "Ruston - Diesel Engine - 6VBXM - 4 Stroke - 6 Cylinder Turbo"; potenza: 1.150 HP; per servizi di rimorchio;
29. Rimorchiatore "Sole Secondo" (1956 - NON PIU' ESISTENTE); lunghezza: 30,50 metri; larghezza: 7,80 metri; stazza lorda: 190,30 tonnellate; motori: "Ruston - Diesel Engine - 6VBXM - 4 Stroke - 6 Cylinder Turbo"; potenza: 1.150 HP; per servizi di rimorchio;
30. Rimorchiatore "Baia" (1959 - NON PIU' ESISTENTE); lunghezza: 29,00 metri; larghezza: 8,00 metri; stazza lorda: 217,08 tonnellate; motori: "CD Holmes - Steam Engine - 3 Cylinder Triple Expansion"; potenza: 1.006 HP; per servizi di rimorchio;
31. Rimorchiatore "Anacapri" (1960 - NON PIU' ESISTENTE); lunghezza: 29,90 metri; larghezza: 8,00 metri; stazza lorda: 197,30 tonnellate; motori: "M.A.N. - Diesel Engine - 4 Stroke - 8 Cylinder"; potenza: 1.000 HP; per servizi di rimorchio;
32. Rimorchiatore "Galluzzo" (1961 - NON PIU' ESISTENTE); lunghezza: 30,00 metri; larghezza: 8,00 metri; stazza lorda: 222,05 tonnellate; motori: "George Clark - Steam Engine - 3 Cylinder Triple Expansion"; potenza: 800 HP; per servizi di rimorchio;
33. Rimorchiatore "San Gennaro" (1964 - NON PIU' ESISTENTE); lunghezza: 26,00 metri; larghezza: 7,70 metri; stazza lorda: 194,15 tonnellate; motori: "M.A.N. - Diesel Engine - 4 Stroke - 8 Cylinder Turbo"; potenza: 1.050 HP; per servizi di rimorchio;
34. Rimorchiatore "Vervece" (1964 - NON PIU' ESISTENTE); lunghezza: 26,00 metri; larghezza: 7,70 metri; stazza lorda: 193,44 tonnellate; motori: "M.A.N. - Diesel Engine - 4 Stroke - 8 Cylinder Turbo"; potenza: 1.050 HP; per servizi di rimorchio;
35. Rimorchiatore "Guarracino" (1968 - NON PIU' ESISTENTE); lunghezza: 25,70 metri; larghezza: 7,70 metri; stazza lorda: 190,49 tonnellate; motori: "M.A.N. - Diesel Engine - 4 Stroke - 8 Cylinder Turbo"; potenza: 1.050 HP; per servizi di rimorchio;
36. Rimorchiatore "Monte Faito"' (1970 - NON PIU' ESISTENTE); lunghezza: 31,00 metri; larghezza: 8,60 metri; stazza lorda: 198,00 tonnellate; motori: "Monoelica"; potenza: 1.910 HP; per servizi di rimorchio;
37. Rimorchiatore "Vivara" (1970 - NON PIU' ESISTENTE); lunghezza: 27,80 metri; larghezza: 7,10 metri; stazza lorda: 168,72 tonnellate; motori: "Cantiere Navale Officine Meccaniche - Steam Engine - 3 Cylinder Triple Expansion"; potenza: 816 HP; per servizi di rimorchio;
38. Rimorchiatore "Capo S. Vito" (1972 - NON PIU' ESISTENTE); lunghezza: 31,00 metri; larghezza: 8,60 metri; stazza lorda: 198,33 tonnellate; motori: "M.A.N. - Diesel Engine - G9V/30/45ATL"; potenza: 1.910 HP; per servizi di rimorchio;
39. Rimorchiatore "Marechiaro" (1974 - NON PIU' ESISTENTE); lunghezza: 30,30 metri; larghezza: 9,00 metri; stazza lorda: 219,00 tonnellate; motori: "A. Brons - Diesel Engine - 16GV-H - 2 Stroke"; potenza: 2.000 HP; per servizi di rimorchio;
40. Rimorchiatore "Marechiaro" (1978 - NON PIU' ESISTENTE); lunghezza: 42,00 metri; larghezza: 11,00 metri; stazza lorda: 740,00 tonnellate; motori: "Bielica"; potenza: 4.400 HP; per servizi di rimorchio;
41. Rimorchiatore "Alimuri" (1985 - NON PIU' ESISTENTE); lunghezza: 32,40 metri; larghezza: 8,60 metri; stazza lorda: 273,00 tonnellate; motori: "M.A.N. - Diesel Engine - G9V/30/45ATL - 4 Stroke"; potenza: 2.205 HP; per servizi di rimorchio;
42. Rimorchiatore "Punta Alice" (19?? - NON PIU' ESISTENTE); lunghezza: ? metri; larghezza: ? metri; stazza lorda: ? tonnellate; motori: "?"; potenza: ? HP; per servizi di rimorchio;

1. Rimorchiatore "Oriente" (1972 - NON PIU' ESISTENTE); lunghezza: 31,00 metri; larghezza: 8,60 metri; stazza lorda: 198,00 tonnellate; motori: "Monoelica"; potenza: 1.910 HP; per servizi di rimorchio per il Porto di Bari;
2. Rimorchiatore "Tarentum" (1985 - NON PIU' ESISTENTE); lunghezza: 32,40 metri; larghezza: 8,60 metri; stazza lorda: 273,00 tonnellate; motori: "Monoelica"; potenza: 2.205 HP; per servizi di rimorchio per il Porto di Gaeta;
3. Rimorchiatore "Galesus" (1992 - NON PIU' ESISTENTE); lunghezza: 30,00 metri; larghezza: 10,00 metri; stazza lorda: 320,00 tonnellate; motori: "Azimuth - Stern Drive"; potenza: 3.752 HP; per servizi di rimorchio per il Porto di Taranto;

1. Platform Supply Vessel (PSV) "Gargano" (1975 - NON PIU' ESISTENTE); lunghezza: 63,90 metri; larghezza: 13,40 metri; stazza lorda: 1.400,00 tonnellate; motori: "B&W Alpha 2 Diesel Engine - 16U28L-VO - 4 Stroke"; potenza: 8.480 HP; per servizi offshore nel Mare del Nord;
2. Platform Supply Vessel (PSV) "Portosalvo" (1982 - NON PIU' ESISTENTE); lunghezza: 69,30 metri; larghezza: 15,50 metri; stazza lorda: 1.599,00 tonnellate; motori: "B&W Alpha - 4 Diesel Engine - 12U28L-U - 4 Stroke"; potenza: 12.720 HP; per servizi offshore nel Mare del Nord;

Flotta Attuale:
1. Rimorchiatore "San Benigno" (1982): lunghezza: 32,40 metri; larghezza: 8,60 metri; stazza lorda: 189,00 tonnellate; motori: "Monoelica"; potenza: 2.205 HP; per servizi di rimorchio;
2. Rimorchiatore "Vesuvio" (1983): lunghezza: 32,40 metri; larghezza: 8,60 metri; stazza lorda: 189,00 tonnellate; motori: "Monoelica"; potenza: 2.205 HP; per servizi di rimorchio;
3. Rimorchiatore "Sant'Elmo" (1993): lunghezza: 30,00 metri; larghezza: 10,00 metri; stazza lorda: 320,00 tonnellate; motori: "Azimuth - Stern Drive"; potenza: 3.752 HP; per servizi di rimorchio;
4. Rimorchiatore "Anacapri" (2002): lunghezza: 32,00 metri; larghezza: 10,50 metri; stazza lorda: 424,00 tonnellate; motori: "Azimuth - Stern Drive"; potenza: 4.400 HP; per servizi di rimorchio;
5. Rimorchiatore "Guarracino" (2002): lunghezza: 32,00 metri; larghezza: 10,50 metri; stazza lorda: 424,00 tonnellate; motori: "Azimuth - Stern Drive"; potenza: 4.400 HP; per servizi di rimorchio;
6. Rimorchiatore "San Gennaro" (2010), l'Ammiraglia della Flotta; lunghezza: 26,89 metri; larghezza: 13,28 metri; stazza lorda: 441,00 tonnellate; motori: "Azimuth - Stern Drive"; potenza: 5.550 HP; per servizi di rimorchio;
7. Rimorchiatore "Marechiaro" (2017): lunghezza: 22,40 metri; larghezza: 10,84 metri; stazza lorda: 276,00 tonnellate; motori: "Azimuth - Stern Drive"; potenza: 4.080 HP; per servizi di rimorchio;
8. Rimorchiatore "Vivara" (2017): lunghezza: 22,40 metri; larghezza: 10,84 metri; stazza lorda: 276,00 tonnellate; motori: "Azimuth - Stern Drive"; potenza: 4.080 HP; per servizi di rimorchio;
9. Rimorchiatore "Galluzzo" (2019): lunghezza: 24,40 metri; larghezza: 11,25 metri; stazza lorda: 312,00 tonnellate; motori: "Azimuth - Thrusters FP Propellers"; potenza: 6.300 HP; per servizi di rimorchio;
10. Rimorchiatore "Baia" (2020): lunghezza: 28,20 metri; larghezza: 12,60 metri; stazza lorda: 458,00 tonnellate; motori: "Azimuth - Thrusters FP Propellers"; potenza: 6.868 HP; per servizi di rimorchio;
11. Rimorchiatore "Oriente" (2021): lunghezza: 28,20 metri; larghezza: 12,60 metri; stazza lorda: 458,00 tonnellate; motori: "Azimuth - Thrusters FP Propellers"; potenza: 6.868 HP; per servizi di rimorchio;

1. Rimorchiatore "Mastino" (1985): lunghezza: 32,40 metri; larghezza: 8,60 metri; stazza lorda: 274,00 tonnellate; motori: "Monoelica"; potenza: 3.086 HP; per servizi di rimorchio per il Porto di Gaeta;
2. Rimorchiatore "San Cataldo" (1986): lunghezza: 32,40 metri; larghezza: 8,60 metri; stazza lorda: 274,00 tonnellate; motori: "Monoelica"; potenza: 3.086 HP; per servizi di rimorchio per il Porto di Gaeta;

1. Rimorchiatore "Punta Rondinella" (1983): lunghezza: 32,40 metri; larghezza: 8,60 metri; stazza lorda: 189,00 tonnellate; motori: "Monoelica"; potenza: 2.205 HP; per servizi di rimorchio per il Porto di Taranto;
2. Rimorchiatore "Punta Campanella" (1992): lunghezza: 30,00 metri; larghezza: 10,00 metri; stazza lorda: 320,00 tonnellate; motori: "Azimuth - Stern Drive"; potenza: 3.752 HP; per servizi di rimorchio per il Porto di Taranto;
3. Rimorchiatore "Punta Scutolo" (1992): lunghezza: 30,00 metri; larghezza: 10,00 metri; stazza lorda: 320,00 tonnellate; motori: "Azimuth - Stern Drive"; potenza: 3.752 HP; per servizi di rimorchio per il Porto di Taranto;
4. Rimorchiatore "Armando de Domenico" (2000): lunghezza: 30,00 metri; larghezza: 10,00 metri; stazza lorda: 328,00 tonnellate; motori: "Azimuth - Stern Drive"; potenza: 5.300 HP; per servizi di rimorchio per il Porto di Taranto;
5. Rimorchiatore "Magna Grecia" (2000): lunghezza: 30,00 metri; larghezza: 10,00 metri; stazza lorda: 330,00 tonnellate; motori: "Azimuth - Stern Drive"; potenza: 5.300 HP; per servizi di rimorchio per il Porto di Taranto;
6. Rimorchiatore "Cheradi" (2009): lunghezza: 26,89 metri; larghezza: 13,28 metri; stazza lorda: 441,00 tonnellate; motori: "Azimuth - Stern Drive"; potenza: 5.550 HP; per servizi di rimorchio per il Porto di Taranto;
7. Rimorchiatore "Dritto" (2010): lunghezza: 26,89 metri; larghezza: 13,28 metri; stazza lorda: 441,00 tonnellate; motori: "Azimuth - Stern Drive"; potenza: 5.550 HP; per servizi di rimorchio per il Porto di Taranto;
8. Rimorchiatore "Capo S. Vito" (2011): lunghezza: 26,89 metri; larghezza: 13,28 metri; stazza lorda: 441,00 tonnellate; motori: "Azimuth - Stern Drive"; potenza: 5.550 HP; per servizi di rimorchio per il Porto di Taranto;
9. Rimorchiatore "Tarentum" (2021): lunghezza: 28,20 metri; larghezza: 12,60 metri; stazza lorda: 458,00 tonnellate; motori: "Azimuth - Thrusters FP Propellers"; potenza: 6.868 HP; per servizi di rimorchio per il Porto di Taranto;

1. Platform Supply Vessel - Dynamic Positioning 2 (PSV-DP2) "Gargano" (2002): lunghezza: 72,00 metri; larghezza: 16,00 metri; stazza lorda: 2.186,00 tonnellate; motori: "Bergen - 2 Diesel Engine KRMB9 - 4 Stroke"; potenza: 5.450 HP; per servizi offshore nel Mare del Nord;
2. Platform Supply Vessel - Dynamic Positioning 2 (PSV-DP2) "Portosalvo" (2005): lunghezza: 72,00 metri; larghezza: 16,00 metri; stazza lorda: 2.154,00 tonnellate; motori: "2 Diesel Engine"; potenza: 6.310 HP; per servizi offshore nel Mare del Nord;
3. Large Platform Supply Vessel - Dynamic Positioning 2 (LPSV-DP2) "Enea" (2010): lunghezza: 86,80 metri; larghezza: 19,00 metri; stazza lorda: 4.850,00 tonnellate; motori: "?"; potenza: 8.880 HP; per servizi offshore nel Mare del Nord.

## Polo crocieristico
La forte vocazione turistica della città e dell'intera regione hanno fatto sì che numerose compagnie di crociera italiane e straniere investissero sul capoluogo campano, includendo Napoli in numerosi itinerari crocieristici del Mediterraneo. La città è così diventata un crocevia degli itinerari di crociera tra il Mediterraneo occidentale e quello orientale. Infatti, le previsioni future sul traffico crocieristico sono in forte crescita. Le compagnie più presenti nel porto sono senza dubbio: MSC Crociere, Costa Crociere, Royal Caribbean, AIDA Cruises, Norwegian Cruise Lines, Celebrity Cruises, Viking Cruises e Holland America Line.

## Destinazioni traghetti e aliscafi

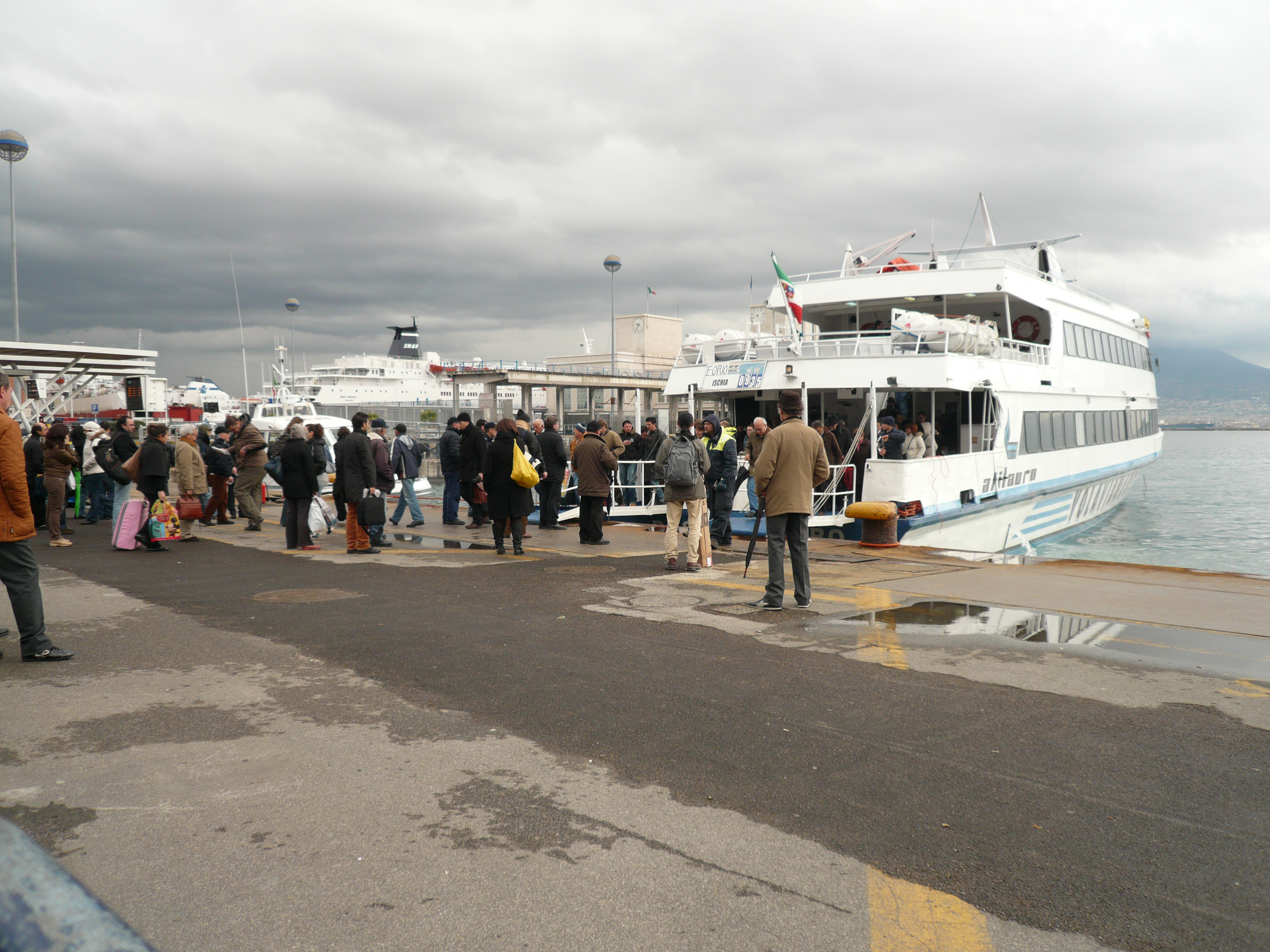
operazioni di sbarco e successivo imbarco passeggeri su un monocarena diretto verso Ischia.

- Capri tramite Alilauro, SNAV, Caremar, NLG;
- Ischia tramite Alilauro, SNAV, Caremar, Medmar;
- Procida tramite SNAV, Caremar, Medmar;
- Sorrento tramite Alilauro Gru.so.n, Alilauro, NLG;
- Cagliari tramite Grimaldi Lines (bisettimanale);
- Catania tramite TTT Lines;
- Lipari tramite SNAV, Siremar;
- Palermo tramite Grandi Navi Veloci, Tirrenia e Grimaldi Lines;
- Panarea tramite SNAV, Siremar;
- Ponza tramite SNAV;
- Salina tramite SNAV, Siremar;
- Stromboli tramite SNAV, Siremar;
- Ventotene tramite SNAV;
- Vulcano tramite SNAV, Siremar.

## Prospettive sul porto di Napoli
È attualmente in costruzione un collegamento metropolitano che, insieme alla pedonalizzazione della intera area, con la creazione di sottopassi per le auto, permetterà un accesso più rapido di quello attuale. È inoltre presente nell'area di fronte al Molo Beverello la stazione Municipio della metropolitana di Napoli.

## Note

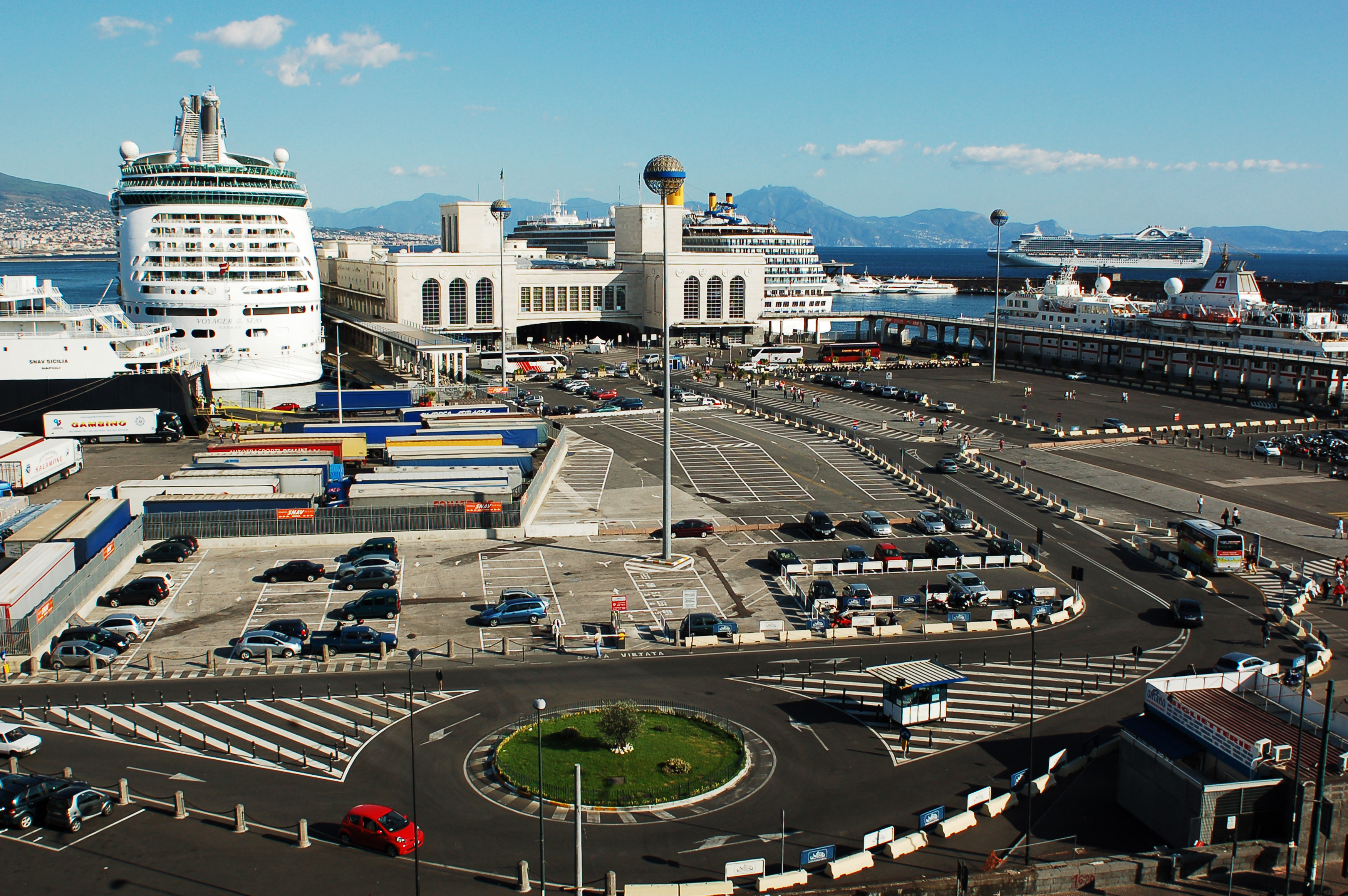
Veduta della Stazione Marittima.